# Mycomya simillima
Mycomya simillima är en tvåvingeart som beskrevs av Freeman 1951. Mycomya simillima ingår i släktet Mycomya och familjen svampmyggor. Inga underarter finns listade i Catalogue of Life.